# ویلهلم برینکمان
ویلهلم برینکمان (انگلیسی: Wilhelm Brinkmann; ۲۵ اکتبر ۱۹۱۰ – ۱۲ فوریهٔ ۱۹۹۱) بازیکن هندبال اهل آلمان بود.